# Cryptic Slaughter
Cryptic Slaughter – amerykańska grupa muzyczna, zaliczana do nurtu crossover, uznawana, obok zespołów takich jak S.O.D., D.R.I. czy Suicidal Tendencies, za pionierów tego gatunku.

## Historia
Cryptic Slaughter został założony w Santa Monica latem 1984 roku przez Lesa Evansa, Scotta Petersona oraz Adama Scotta. Kilkunastoletni chłopcy poznali się dzięki temu, że razem grali w piłkę w amerykańskiej młodzieżówce (American Youth Soccer League). Jesienią dołączył do nich Bill Crooks, kolejny kolega z drużyny. Niedługo potem szeregi zespołu opuścił Adam Scott - przestał przychodzić na próby, jako że jego rodzice (obydwoje nauczyciele) nie byli zadowoleni z tego co robił ich syn. Jako trio zespół zarejestrował swoje pierwsze demo zatytułowane Life in Grave, które ukazało się w maju 1985. 13 sierpnia, wraz z D.R.I., zespół dał ważny dla dalszej kariery występ, bowiem następnego dnia otrzymał propozycję kontraktu płytowego z Metal Blade Records - dla tej wytwórni nagrywali także m.in. wspomniane D.R.I., Corrosion of Conformity, Dr. Know czy The Mentors. Wkrótce dołączył basista Rob Nicholson i w 1986 ukazał się debiutancki Convicted, będący manifestem stylu crossover. W 1987 został wydany Money Talks, a rok później Stream of Consciousness - obydwa będące świadectwem przywiązania się do wybranej stylistyki, bez wprowadzania żadnych nowych elementów muzycznych. Wkrótce potem, po wyczerpującym tournée z Angkor Wat, targana wewnętrznymi spięciami oraz problemami finansowymi grupa rozpadła się. Dwa lata później, Evans reaktywował zespół w składzie Dave Hollingsworth (wokal), Bret Davis (bas) oraz znanym m.in. z Wehrmacht perkusistą Brianem Lehfeldtem. Wydany w 1990 roku Speak Your Peace był rozczarowaniem i zespół ostatecznie odszedł w niebyt. Wiele lat potem, w styczniu 2003 roku, nastąpiła próba wznowienia działalności, jednakże Crooks wycofał się z pomysłu. W tym samym roku wytwórnia Relapse Records powtórnie wydała albumy Convicted oraz Money Talks.

## Dyskografia
Albumy
- Convicted (1986)
- Money Talks (1987)
- Stream of Consciousness (1988)
- Speak Your Peace (1990)